# 14550 Lehký
14550 Lehký è un asteroide della fascia principale. Scoperto nel 1997, presenta un'orbita caratterizzata da un semiasse maggiore pari a 2,3089067 UA e da un'eccentricità di 0,1438913, inclinata di 6,60438° rispetto all'eclittica.